# Ajznbonský tovaryš
Ajznbonští tovaryši, trhani nebo barabové bylo lidové označení pro dělníky, kteří ve velkém počtu pracovali na stavbách nových železničních tratí v 19. století. Trhani se jim říkalo kvůli obvykle rozedranému oblečení, které svědčilo o chudobě, nestálém bydlišti a často i blízkém vztahu k alkoholu.

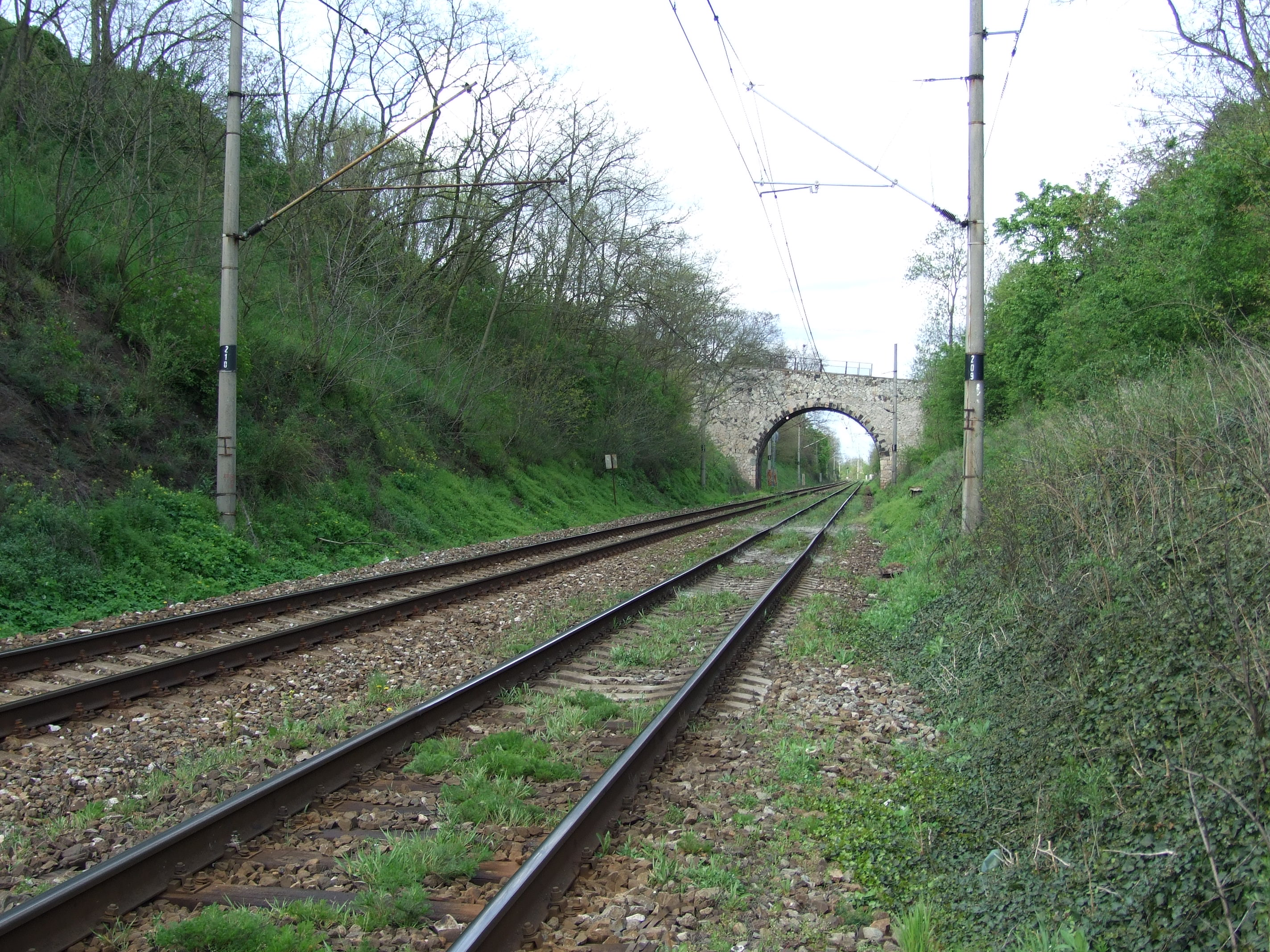
Realizace podobných zářezů vyžadovala přemístění značného množství zeminy pomocí ručních vozíků na skládky, nebo spíše na místa, kde bylo naopak nutno nasypat násep.

Fenomén trhanů se objevuje už při stavbách první koněspřežné železnice z Českých Budějovic do Lince, kde v roce 1827 pracovalo 6000 dělníků z celých Čech. Na stavbě první lokomotivní železnice, Severní dráze Ferdinandově, o pár let později se množství dělníků počítalo již na desítky tisíc. Takové soustředění pracovních sil do té doby nemělo obdoby, protože na dřívějších velkých stavbách silnic nebo rybníků pracovaly maximálně stovky lidí.
Lidé pracující na stavbách železnic ve 30. a 40. letech 19. století měli obvykle málo zkušeností a dělníci, jejich předáci, stejně jako inženýři a vedoucí staveb se teprve za pochodu učili novým dovednostem. Nové odborné práce, jako bylo lámání kamenů a ražení tunelů, však ještě lidé z Čech neuměli, protože se tu dříve takové náročné stavby vůbec nevyskytovaly. Proto sem přicházeli specialisté ze zahraničí, především Italové. Těm se říkalo barabové. Podobně i čeští dělníci odcházeli při nedostatku práce doma do jiných zemí Rakouska-Uherska nebo dokonce do zahraničí, a sem zas přicházeli další dělníci odjinud. Postupně se tak vytvořila charakteristická směsice národů.
Lidé nebyli dobře placeni, byli vykořeněni z domova a často se přesunovali ze stavby na stavbu i s celými rodinami. Nebylo divu, že řada z nich podlehla alkoholu, kterým se snažili zahnat myšlenky na špatnou životní perspektivu. Snem většiny dělníků byla práce u železniční společnosti, protože ty si své zaměstnance pro některé pozice – obvykle strážníky trati – často vybíraly právě mezi stavebními dělníky. Takový člověk pak získal ubytování ve strážním domku a jistotu zaměstnání nebo dokonce penze.

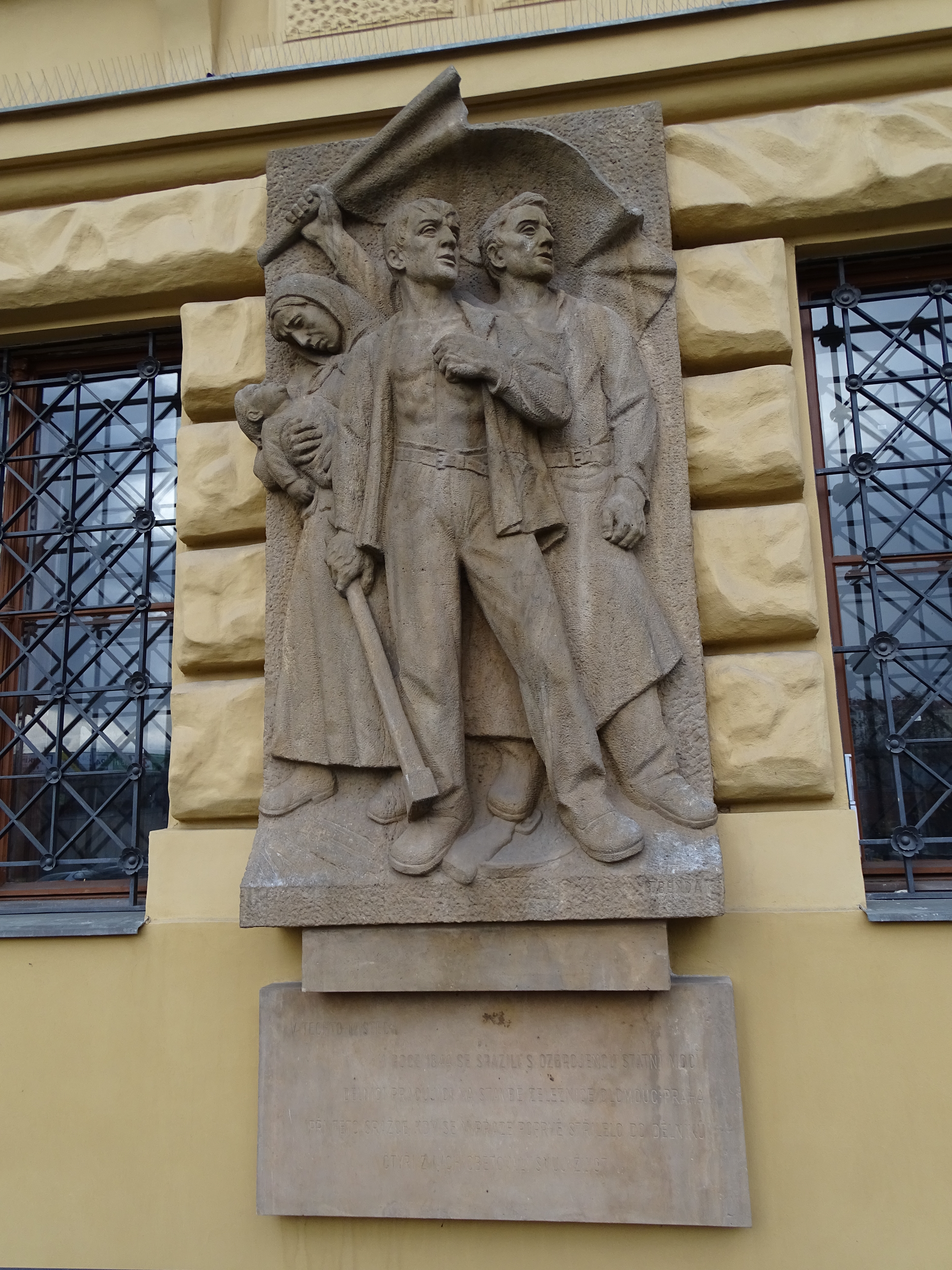
V těchto místech v roce 1844 se srazili s ozbrojenou státní mocí dělníci pracující na stavbě železnice Olomouc–Praha. Při této srážce, kdy se v Praze poprvé střílelo do dělníků, čtyři z nich obětovali svůj život.

Během stavby občas docházelo k různým šarvátkám mezi dělníky a předáky staveb nebo dokonce stavbyvedoucími. Takové nepokoje zažila již zmíněná koněspřežná dráha, kdy se rozhořčení dělníci obrátili dokonce i proti samotnému staviteli Gerstnerovi. Na stavbě Severní státní dráhy z Olomouce do Prahy dokonce došlo i na střelbu ze zbraní. Důvodem nespokojenosti dělníků bývalo údajné časté špatné měření vykonané práce a tedy i krácení mzdy, nebo okrádání v kantýnách, kde se dělníci stravovali.
Ve 40. letech, kdy se výstavby podstatné části železniční sítě chopil přímo stát, byli při vyšetřování nepokojů a stávek viníci obvykle vyhledáváni mezi samotnými účastníky nepokojů, jejichž důvody bývaly bagatelizovány. Při stavbě železnice z Brna do České Třebové bylo zaměstnáno velké množství Italů, kteří zde díky svým zkušenostem s prací s tunely a skálami pracovali i jako předáci. Místní čeští a němečtí dělníci si stěžovali na údajné zvýhodňování Italů, kteří zde dostávali podstatně lepší mzdy.
Později však už bylo vyšetřování nepokojů ze strany úřadů spravedlivější a nezřídka byly příčiny stávek označeny za legitimní a stavební firmy i železniční společnosti byly nuceny zlepšit svůj vztah k najímaným dělníkům. V pozdějších letech se i podstatně zvyšovaly mzdy.

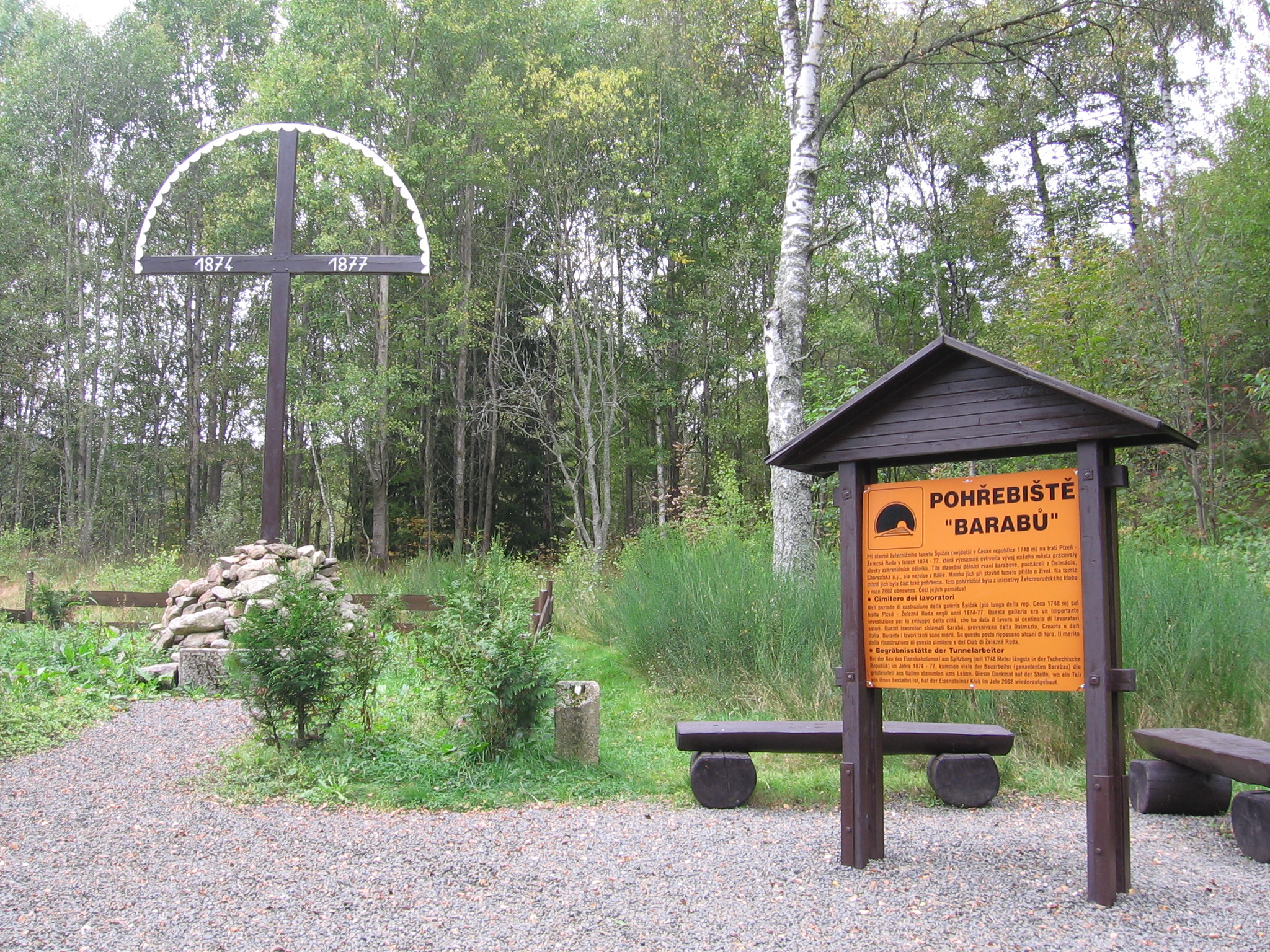
Pohřebiště „barabů“, kteří zahynuli při stavbě železničního tunelu Špičák na trati Plzeň – Železná Ruda

Po desetitisícových armádách dělníků nejrůznějších národností nám zůstaly vybudované stovky kilometrů tratí. Nutno zmínit, že stavby probíhaly v často až neuvěřitelně rychlém tempu, kdy byly ročně dávány do provozu celé stovky kilometrů tratí. Připomeňme, že prakticky veškeré zemní práce bývaly prováděny ručně. Metody ražení tunelů se postupně rozvíjely, stejně jako způsoby lámání skal a jejich odstřelů. Tyto práce byly často velmi nebezpečné a na většině náročných staveb s nutností odstřelů docházelo k poměrně častým vážným úrazům.
Za den práce dostal pomocný dělník ve 40. letech kolem 20 krejcarů, kvalifikovaní lamači skal pracující i s výbušninami pak až 50 krejcarů. Porce polévky se v té době prodávala za 2 krejcary a bochník chleba za 12 krejcarů. Pro ubytování sloužily improvizované chatrče z prken nebo větví a drnů trávy, nebo se přespávalo přímo pod širým nebem. Na přelomu 60. a 70. let se mzdy pohybovaly v rozmezí přibližně 80 krejcarů až 1 zlatý denně, což už byla mzda poměrně vysoká.

## V umění
Jan Neruda: Trhani